# 塩谷吉正
塩谷 吉正（しおのや よしまさ）は、江戸時代の武士。

## 生涯
塩谷義通流塩谷氏の四代目。塩谷保正の子として生まれる。
寛政重修諸家譜の塩谷系図によれば、父保正と同様に桜田御殿（甲府徳川家）に仕えて、のちに江戸幕府の御家人となった。御腰物方の同心を務めたと伝わる。